# Sei il mio cucciolo
Sei il mio cucciolo (きみはペット?, Kimi wa Petto) è un manga pubblicato per la prima volta dalla rivista josei Kiss a partire dal 2000 e descritto come una delle migliori serie a fumetti del suo genere, arrivando ad essere in brevissimo tempo quasi un classico. Ne è stata fatta una trasposizione live action in formato dorama prodotta dalla TBS in 10 puntate e mandata in onda nel 2003. Il diorama vede Jun Matsumoto, che interpreta il ruolo del giovane Takeshi/Momo, per la prima volta come unico protagonista maschile. Nel 2011 è stato poi prodotto un film coreano dal titolo Neoneun pet, con Jang Geun-suk nel ruolo del protagonista maschile.
La storia narra di Sumire, una giovane professionista che prende in casa con sé un uomo più giovane, proprio come se fosse il suo cagnolino, e dei suoi tentativi di non far scoprire quale sia la reale identità del suo adorato "cucciolo" ai colleghi ed al suo fidanzato convenzionalmente perfetto.
Caratteristica principale della storia è la sua rappresentazione di una storia d'amore quasi da fiaba, il che la differenzia ad esempio da Suppli, che è più realistico nella sua rappresentazione del mondo lavorativo.

## Trama
Sumire Iwaya è giornalista redazionale in un importante quotidiano della città, una donna che ha focalizzato la propria intera esistenza nella carriera lavorativa all'interno d'un ambiente sociale che ancora non è capace di gestire e digerire le donne di successo. Deve inoltre lottare ogni giorno per ottenere rispetto dagli uomini del suo entourage, i quali non la vedono molto di buon occhio.
Soffrendo di questa situazione, Sumire è depressa e mostra segni di ansia e di esaurimento nervoso. Ha anche degli hobby davvero molto poco femminili, come il vizio del fumo (consuma almeno un pacchetto di sigarette al giorno), la passione per il wrestling, la Formula 1 e gli anime shōnen.
Quando il suo fidanzato la lascia per un'altra, lei perde il controllo e, in uno scatto d'ira, colpisce il suo diretto superiore che aveva tentato un approccio. La punizione arriva immediatamente e, nonostante la molestia subita, Sumire vien retrocessa e trasferita dal reparto esteri in cui si trovava a quello molto meno importante del gossip.
Ma una sera di pioggia, mentre torna a casa, trova un ragazzo ferito (sembra difatti che sia stato picchiato) e incosciente nascosto in una scatola di cartone lasciata appena fuori dall'ingresso del suo condominio. Presa da compassione, decide di portarlo in casa (di nascosto dal portiere) per prestargli le prime medicazioni, affezionandosi poi quasi subito a lui. Quando, per scherzo, gli dice che vorrebbe tenerlo con sé come suo animaletto domestico, con sua somma sorpresa il giovane accetta. Incapace di sottrarsi all'assurda proposta fatta da lei stessa per prima, si trova costretta ad ospitarlo e decide di chiamarlo Momo, nome dell'amato cane che aveva da bambina. Da qui inizia la convivenza tra la padrona e il suo pet.
Sumire finisce così per fornirgli cibo e rifugio (arriverà anche a fargli il "bagnetto") e Momo in cambio le offre amore incondizionato e fedeltà, cose che ci si può aspettare dal proprio cane. Sumire mette subito ben in chiaro, a scanso d'equivoci, che non ci dovrà mai essere alcun approccio sessuale tra loro, condizione inderogabile per poter continuar a stare insieme. In realtà Sumire ha già da tempo deciso di andar a letto solo con uomini che abbiano retribuzione più elevata della sua, istruzione superiore e altezza fisica maggiore (quelle che considera le 3 cose buone).
Momo purtroppo, com'è facile aspettarsi, non corrisponde a nessuna di queste 3 caratteristiche. Stabilita così la regola per un perfetto rapporto platonico, inizia la convivenza. Ma nonostante ciò, com'è prevedibile che accada, c'è una tensione sessuale latente nel loro rapporto.
Sumire verrà più tardi a sapere che il vero nome di Momo è Takeshi Gouda, un ex bambino prodigio nella danza che ha studiato balletto classico, ma poiché troppo basso per poter aspirare ai ruoli principali, ha dovuto orientarsi sulla danza moderna, vivendo al contempo una vita "abbandonato a sé stesso" prima di incontrare la sua salvatrice e benefattrice.
Quando amici comuni vengono a sapere che Sumire e Takeshi si conoscono, lui si spaccia per un cugino di 2º grado di lei, giunto da un'altra città. Le vere complicazioni sorgono però quando Sumire incontra nuovamente l'uomo di cui era stata infatuata segretamente al tempo dell'università, ovvero l'ex-professore di giornalismo Shigeito Hasumi, il quale soddisfa tutti e 3 i requisiti ritenuti indispensabili dalla giovane donna. Le sue aspettative sembrano davvero a questo punto volgersi al meglio; ma Sumire (che cerca sempre di proteggere se stessa non rivelando mai completamente i suoi più riposti sentimenti) non riesce ancora ad aprirsi appieno ad Hasumi e a confessargli la verità su Momo, ma neppure a dare apertamente il suo amore al ragazzo (il quale invece le si dichiara subito, molto ingenuamente).
Sumire continua a non sentirsi del tutto a proprio agio con Hasumi, mentre non ha nessun problema quando si trova a fianco di Momo. I sentimenti di Takeshi nei suoi confronti intanto si fanno via via sempre più profondi, ben oltre quelli provati da un cucciolo per la sua padrona.
Quando poi Hasumi comincia a fare qualche ricerca sul sedicente cugino, scopre la verità riguardante Takeshi, ovvero che è stato un bambino prodigio nel balletto, e inizia a fare amicizia con lui: Takeshi deve ovviamente fare di tutto per continuare a mantener il segreto sul fatto di essere anche Momo, soprattutto quando Hasumi porta ripetutamente il discorso sul cucciolo di Sumire nelle loro conversazioni.
Alla fine Sumire e Takeshi trovano un equilibrio nella loro relazione: entrambi trovano l'uno nell'altro una persona con cui sentirsi amati e a proprio agio in un mondo difficile in cui si sentono continuamente giudicati.

### Tematiche affrontate
Tema della serie è capire cosa sia davvero più importante in una relazione: Sumire inizialmente gode sia del suo lavoro che della storia d'amore che ha con Hasumi. Ma imparerà a proprie spese quanto le cose non siano in realtà così semplici. Inizierà allora impercettibilmente a cambiare il suo ideale di marito (reddito, istruzione, altezza) alla ricerca di qualcosa di diverso dalla solita figura di uomo; trovandolo infine nel giovane Momo (confortevole, cooperativo, disponibile-compatibile sentimentalmente).

## Personaggi

### Protagonisti
Sumire Iwaya (巌谷 澄麗?, Iwaya Sumire)
Interpretata da: Koyuki Katō
Il suo cognome significa letteralmente "rispettosa della distanza" (nel dorama lo psicologo la paragona ad una maschera del teatro Nō. Ventisettenne laureata all'Università di Tokyo, è stata per un periodo di studio post laurea ad Harvard per specializzarsi. Al suo ritorno è stata assunta da un quotidiano di primo piano. È allergica ai gatti.
Takeshi Gōda (合田 武志?, Gōda Takeshi)
Interpretato da: Jun Matsumoto
Alias Momo (モモ?, Momo), un bel giovane ventenne coi capelli ricci tra il castano e il rossiccio. Fin dalla più tenera infanzia ha subito l'influenza materna che voleva che seguisse le orme della sorella maggiore, esperta di danza classica. Ha 4 sorelle più grandi. Ha avuto una malattia nevrotica causata da stress quando studiava da ballerino classico.
Shigehito Hasumi (蓮實 滋人?, Hasumi Shigehito)
Interpretato da: Seiichi Tanabe
Ben educato e con alto reddito, impeccabile anche nelle arti marziali, ha un fratello più giovane. In realtà, la sua vita amorosa risulta esser piatta e sterile.

### Altri personaggi
Yuri Shirotae (白妙 ユリ?, Shirotae Yuri)
Interpretata da: Sarina Suzuki
Amica d'infanzia e confidente di Sumire, è una casalinga sposata con un pilota e madre d'una bella bambina di nome Ran. Parteggia per Sumire ed è affascinata dalla sua liason.
Shiori Fukushima (福島 紫織?, Fukushima Shiroi)
Interpretata da: Wakana Sakai
Ventitreenne (assistente dentale nel manga, collega di lavoro di Sumire nel dorama); goffa e delicata rispetto a Sumire, ma ben decisa ad ottenere quel che vuole, utilizza tutti i mezzi nel tentativo d'intrappolar a sé l'uomo che ha scelto. Prodigiosa nell'acquisire competenze linguistiche in brevissimo tempo. Determinata a sedurre e sposare Hasumi.
Rumi Shibusawa (澁澤ルミ?, Shibusawa Rumi)
Interpretata da: Satomi Ishihara
Ex fidanzata di Takeshi, una ballerina.
Junpei Oribei (織兵衛じゅんぺい?, Oribei Junpei)
Interpretato da: Eita Nagayama
Amico di Takeshi, studia balletto classico e moderno. Nel dorama si trova ad esser innamorato di Rimi.
Mayumi Haruki (はるきまゆみ?, Haruki Mayumi)
Interpretata da: Misa Uehara
Collega e collaboratrice di Sumire.
Yuuta Ishida (石田雄太?, Ishida Yūta)
Interpretato da: Ryūta Satō
Giovane collega maschio di Sumire.
Satoshi Asano (浅野聡?, Asano Satoshi)
Interpretato da: Kyozo Nagatsuka
Psicoterapeuta aziendale. Porta sempre con sé in braccio un chihuahua (al quale cambia il nome ogni giorno) e discute spesso con Sumire dei rispettivi "cuccioli".
Capo reparto
Interpretato da: Jiro Dan
Capo-reparto alla redazione giornalistica in cui lavora Sumire.
Ooishi Minori (大石みのり?, Ōishi Minori)
Interpretato da: Shinji Yamashita
Padrone di casa di Sumire, un tipo alquanto eccentrico.
Eikichi Shimizu (清水英吉?, Shimizu Eikichi)
Interpretato da: Ikkei Watanabe
Dipendente tuttofare della madre di Momo.
Madre di Momo
Interpretata da: Mari Natsuki
La madre di Momo.
Shigeru Hoshino (星野茂?, Hoshino Shigeru)
Interpretato da: Ken Mitsuishi
Nobuyuki Uriyama (ウリヤーマ信行?, Uriyāma Nobuyuki)
Interpretato da: Magii
Haruka Kurimoto (栗本はるか?, Kurimoto Haruka)
Interpretata da: Otoha
Kensuke Wakisaka (脇坂健介?, Wakisaka Kensuke)
Interpretato da: Toru Yamazaki
Yuji Yoshida (吉田有志?, Yoshida Yūji)
Interpretato da: Hiroshi Nagano
Erika (エリカ?)
Interpretato da: Yasue Sato
Signora Kusunoki
Vicina di casa di Sumire molto ficcanaso.

#### Personaggi presenti solo nel manga
Edmond Sukenari (エドモンド・スケナリ?, Edomondo Sukenari)
Collega di Sumire, un otaku che colleziona foto. La madre americana è morta quando lui era ancora molto giovane: porta gli occhiali e non si rende conto che quando li toglie acquista per tutte le donne un fascino irresistibile. Ammira profondamente Sumire.
Shinobu (しのぶ?)
Sorella maggiore di Sumire. Sposata con figli, è un tipo molto convenzionale e duro.
Akane (あかね?)
Sorella minore di Sumire. Un carattere ribelle, fuma ed è a capo d'una band di motociclisti.
Emma Owen (エマ・オーウェン?, Ema Ōuen) e Hugh Oswald (ヒュー・オズワルド?, Hyū Ozuwarudo)
Due giornalisti americani che lavorano sotto Sumire.

## Media

### Manga
Il manga, scritto e disegnato da Yayoi Ogawa, è stato serializzato dall'8 maggio 2000 al 25 ottobre 2005 sulla rivista Kiss edita da Kōdansha. I vari capitoli sono stati raccolti in quattordici volumi tankōbon pubblicati dall'8 dicembre 2000 all'11 dicembre 2005.
In Italia la serie è stata pubblicata da Star Comics dal 9 luglio 2004 al 20 settembre 2006. È stata inoltre tradotta da Tokyopop in inglese (tra il 2004 e il 2008) e tedesco (tra il 2004 e il 2007) e da Kurokawa in francese (tra il 2005 e il 2007).

#### Volumi
| 1  | 8 dicembre 2000 | ISBN 4-06-325918-8                                                  | 9 luglio 2004     |
| 1  | Capitoli - Rule01. Come allevare un bel ragazzo (美少年の飼い方?, Bishōnen no kaikata) - Rule02. Felici discorsi in attesa (おあずけの幸福論?, O azuke no kōfuku-ron) - Rule03. La prima volta a casa da solo (はじめてのお留守番?, Hajimete no orushuban) - Rule04. Se ti dovessi smarrire... (迷子になったら?, Maigo ni nattara) |                                                                     |                   |
| 2  | 8 giugno 2001 | ISBN 4-06-325939-0                                                  | 10 agosto 2004    |
| 2  | Capitoli - Rule05. Un modo di trascorrere la santa notte (聖夜の過ごし方?, Seiya no sugoshikata) - Rule06. Gli effetti positivi di avere un cucciolo (ペットの効能?, Petto no kōnō) - Rule07. Ma quel ragazzo è un tipo triste? (あの子は淋しがり屋？?, Anokoha samishigariya?) - Rule08. Ti educherò io (しつけてあげる?, Shitsukete ageru) - Rule09. Per sempre insieme (ずっといっしょに?, Zutto issho ni) - Rule10. La giusta via delle coccole (正しい甘え方?, Tadashī amae-kata)                                                          |                                                                     |                   |
| 3  | 7 novembre 2001 | ISBN 4-06-325960-9                                                  | 6 settembre 2004  |
| 3  | Capitoli - Rule11. Le circostanze della padroncina (飼い主の事情?, Kainushi no jijō) - Rule12. Trasmetterlo con le parole! (コトバでつたえよう?, Kotoba de tsutaeyou) - Rule13. Una meravigliosa passeggiata (不思議なお散歩?, Fushigina o sanpo) - Rule14. Una vacanza inedita (楽しいバカンスのために?, Tanoshī bakansu no tame ni) - Rule15. Quando mi mordesti... (噛まれたときは……?, Kama reta toki wa……) - Rule16. Torna a casa! (うちへ帰ろう?, Uchi e kaerou)                                                                           |                                                                     |                   |
| 4  | 9 aprile 2002 | ISBN 4-06-325978-1                                                  | 6 ottobre 2004    |
| 4  | Capitoli - Rule17. Che cosa ti sembro? (何に見える？?, Nani ni mieru?) - Rule18. Poiché esisti tu... (あなたの存在?, Anata no sonzai) - Rule19. Un lavoro fuori dal comune (カッコいいお仕事?, Kakkoī oshigoto) - Rule20. Incapace di tenere un segreto (隠しごとは苦手?, Kakushigoto wa nigate) - Rule21. Se ti capiterà di raccogliere una bestiolina... (小さな生き物を拾ったら?, Chīsana ikimono o hirottara) - Rule22. Sweet memory (スイートメモリー?, Suīto Memorī)                                                                      |                                                                     |                   |
| 5  | 7 agosto 2002 | ISBN 4-06-325997-8                                                  | 8 novembre 2004   |
| 5  | Capitoli - Rule23. Voglio quel ragazzo! (あのコが欲しい?, Ano ko ga hoshī) - Rule24. Ripetimelo... come si deve... (もっとちゃんと?, Motto chanto) - Rule25. La cosa che non posso gettar via (捨てられないもの?, Sute rarenai mono) - Rule26. Metodi gentili (やさしい手?, Yasashī te) - Rule27. Chi è che si fa detestare? (嫌われ者は誰だ?, Kiraware mono wa dareda) - Rule28. Una padrona inadatta? (飼い主失格？?, Kainushi shikkaku?) |                                                                     |                   |
| 6  | 11 dicembre 2002 | ISBN 4-06-340409-9                                                  | 9 dicembre 2004   |
| 6  | Capitoli - Rule29. Il cucciolo e le sue circostanze (ペットの事情?, Petto no jijō) - Rule30. Il nostro viaggio meraviglioso - Capitolo iniziale (不思議なふたり旅・前編?, Fushigina futari tabi zenpen) - Rule31. Il nostro viaggio meraviglioso - Capitolo finale (不思議なふたり旅・後編?, Fushigina futari tabi kōhen) - Rule32. Ciò che penso di quella persona (あのひとについて想うこと?, Ano hito ni tsuite omou koto) - Rule33. Soffice gabbia (やわらかい檻?, Yawarakai ori) - Rule34. Il cucciolo danzante (踊るペット?, Odoru Petto) |                                                                     |                   |
| 7  | 9 aprile 2003 | ISBN 4-06-340426-9                                                  | 10 gennaio 2005   |
| 7  | Capitoli - Rule35. Il batticuore di Sumire (きみに胸キュン☆?, Kimi ni mune kyun ☆) - Rule36. Il cucciolo una celebrità? (セレブなペット?, Serebuna Petto) - Rule37. Il grande cambiamento di lei (彼女の大変身?, Kanojo no dai henshin) - Rule38. Voglia pazza di incontrarla (逢いたくて?, Aitakute) - Rule39. Sleeping Beauty (スリーピングビュウティ?, Surīpingu Byūtī) - Rule40. Hong Kong, Tokio... e lei! (香港、東京、そして彼女?, Hon Kon, Tōkyō, soshite kanojo)                                                                       |                                                                     |                   |
| 8  | 11 settembre 2003 | ISBN 4-06-340446-3                                                  | 9 febbraio 2005   |
| 8  | Capitoli - Rule41. Colpo d'amore esplosivo! (炸裂・恋の鉄拳?, Sakuretsu koi no tekken) - Rule42. La ragione per cui sono qui (ここにいる理由?, Koko ni iru riyū) - Rule43. Il ricordo di quella donna (あの女（ひと）の想い出?, Ano on'na (hito) no omoide) - Rule44. Consigli per l'avventura (冒険のススメ?, Bōken' no susume) - Rule45. La mia cucciolotta (ぼくのペット?, Boku no Petto) - Rule46. Infrazione delle regole (ルール違反?, Rūru ihan)                                                                                         |                                                                     |                   |
| 9  | 11 febbraio 2004 | ISBN 4-06-340471-4                                                  | 8 marzo 2005      |
| 9  | Capitoli - Rule47. Count Down (カウントダウン?, Kauntodaun) - Rule48. Tu saresti un cucciolo?! (きみはペット!??, Kimi ha Petto!?) - Rule49. Pandora's Box (PANDRA'S BOX?) - Rule50. Una splendida compagnia (素晴らしきなかまたち?, Subarashiki naka ma-tachi) - Rule51. Love Love Love (ラブ・ラブ・ラブ?, Rabu Rabu Rabu) - Rule52. Elegia... bagnata! (エレジー（……濡レチャッタ）?, Erejī (……nure rechatta)) |                                                                     |                   |
| 10 | 10 luglio 2004 | ISBN 4-06-340493-5                                                  | 11 aprile 2005    |
| 10 | Capitoli - Rule53. L'evoluzione della terapia reciproca (相互セラピー進化形?, Sōgo Serapī shinka katachi) - Rule54. Super Cool Beauty (スーパークールビューティ?, Sūpā Kūru Byūti) - Rule55. Donna del Cancro (かに座の女?, Kani-za no on'na) - Rule56. Kotobuki-Taisha (KOTOBUKI-TAISHA?) - Rule57. Anche gli incontri casuali sono opera del destino (袖振り合うも?, Sode furi au mo) - Rule58. Priority (プライオリティ?, Puraioriti) |                                                                     |                   |
| 11 | 11 novembre 2004 | ISBN 4-06-340514-1 (ed. regolare) ISBN 4-06-362034-4 (ed. limitata) | 11 maggio 2005    |
| 11 | Capitoli - Rule59. Ultrafrustration (ウルトラフラストレーション?, Urutora Furasutorēshon) - Rule60. Vacanza pericolosa (危険なバカンス?, Kiken'na Bakansu) - Rule61. Ammissione (告白?, Kokuhaku) - Rule62. Jump! (Jump！?) - Rule63. Happy happy birthday (ハッピーハッピーバースデー?, Happī Happī Bāsudē) - Rule64. Solo per stasera, tu... (だから今夜だけはきみを?, Dakara kon'ya dake wa kimi o) |                                                                     |                   |
| 12 | 10 marzo 2005 | ISBN 4-06-340533-8                                                  | 11 luglio 2005    |
| 12 | Capitoli - Rule65. Initiation (イニシエーション?, Inishiēshon) - Rule66. Tuo prigioniero! (あなたのトリコ?, Anata no Toriko) - Rule67. Che cosa le è successo? (彼女に何が起こったのか?, Kanojo ni nani ga okotta no ka) - Rule68. Mi sono stancata degli uomini della Terra! (地球の男に飽きたところよ☆?, Chikyū no otoko ni akita tokoro yo ☆) - Rule69. Last dance (Last Dance?) - Rule70. Aspetta un attimo! (ちょっと待ってよ?, Chottomatteyo)                                                                                             |                                                                     |                   |
| 13 | 11 settembre 2005 | ISBN 4-06-340559-1                                                  | 17 agosto 2006    |
| 13 | Capitoli - Rule71. Il tuo smile (あなたのSmile?, Anata no Smile) - Rule72. Guardian (GUARDIAN?) - Rule73. Innamoramento (コイゴコロ?, Koigokoro) - Rule74. Solo per il fatto che sei tu... (きみがきみでいるだけで?, Kimi ga kimi de iru dake de) - Rule75. Never say die (NEVER SAY DIE?) - Rule76. Grow up (Grow Up?) |                                                                     |                   |
| 14 | 11 dicembre 2005 | ISBN 4-06-340571-0                                                  | 20 settembre 2006 |
| 14 | Capitoli - Rule77. Come si forma una famiglia (家族の作り方?, Kazoku no tsukurikata) - Rule78. Etrange (エトランジェ?, Etoranje) - Rule79. Trattali dolcemente, quasi senza sfiorarli (ふれずにそっと?, Furezu ni sotto) - Rule80. Girls (GIRLS?) - Rule81. Nothing happens (Nothing Happens?) - Last Rule. Il mio futuro e il tuo (きみとぼくの未来?, Kimi to boku no mirai) |                                                                     |                   |

### Dorama
Un adattamento dorama è stato trasmesso in Giappone su TBS dal 16 aprile al 18 giugno 2003 per un totale di dieci episodi.

#### Episodi
| Nº | Titolo italiano (traduzione letterale) Giapponese 「Kanji」 - Rōmaji                       | In onda        | In onda |
| Nº | Titolo italiano (traduzione letterale) Giapponese 「Kanji」 - Rōmaji                       | Giapponese     |         |
| 1  | Come prendersi cura di un bellissimo ragazzo 「美少年の飼い方」 - Bishōnen no kai hō       | 16 aprile 2003 |         |
| 2  | Effetto cucciolo 「ペットの効能」 - Petto no kōnō                                          | 23 aprile 2003 |         |
| 3  | Il fidanzato di fronte al cucciolo 「彼氏VSペット（♂）」 - Kareshi VS Petto ((osu))        | 30 aprile 2003 |         |
| 4  | Infezione d'amore 「恋愛感染症」 - Ren'ai kansenshō                                        | 7 maggio 2003  |         |
| 5  | Educazione alla mia disciplina 「しつけてあげる」 - Shitsuketeageru                        | 14 maggio 2003 |         |
| 6  | La notte in cui il mio cane mi ha morso 「飼い犬に噛まれた夜」 - Kai inu ni kama reta yoru | 21 maggio 2003 |         |
| 7  | Andiamo a casa 「おうちへかえろう」 - Ōchihekaerō                                          | 28 maggio 2003 |         |
| 8  | La fine della moratoria 「モラトリアムの終焉」 - Moratoriamu no shūen                      | 4 giugno 2003  |         |
| 9  | L'ultima notte 「最後の夜に」 - Saigo no yoru ni                                           | 11 giugno 2003 |         |
| 10 | In viaggio dal paradiso 「楽園からの旅立ち」 - Rakuen karano tabidachi                     | 18 giugno 2003 |         |